# Abhiṣeka

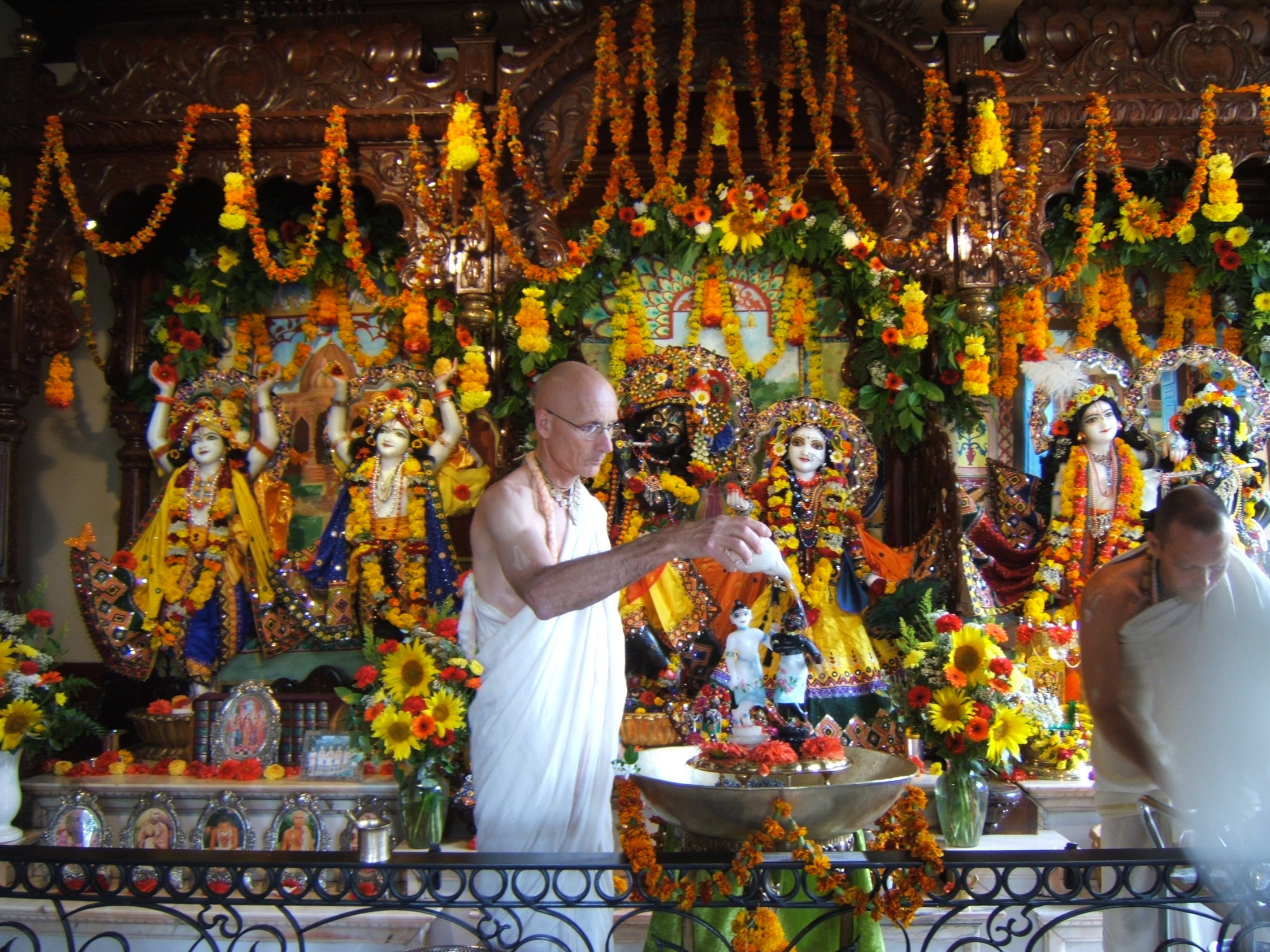

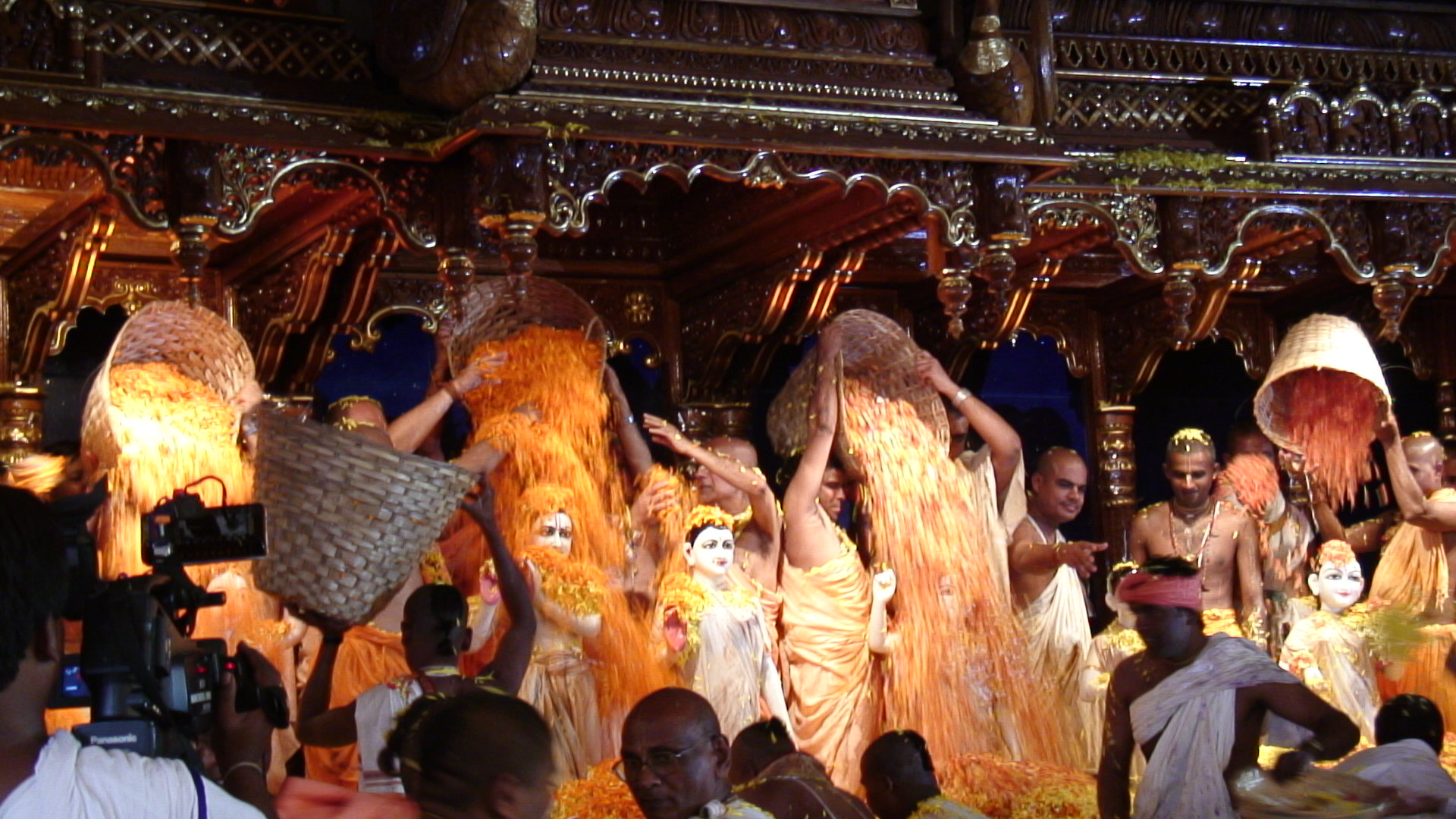

Con il termine maschile sanscrito abhiṣeka (devanāgarī: अभिषेक) s'indica in quella lingua sia quella particolare cerimonia religiosa hindū nella quale l'immagine (mūrti) rituale di una divinità viene purificata per mezzo di un'aspersione rituale, sia, ma in ambito buddhista una cerimonia di consacrazione, d'iniziazione.

## L'abhiṣekain ambito hindū
In questo ambito il termine abhiṣeka  indica quella particolare cerimonia religiosa hindū nella quale l'immagine rituale di una divinità (mūrti)  viene, anche quotidianamente, aspersa spesso con acqua e latte, fino a diverse sostanze quali il succo di canna da zucchero, olio di legno di sandalo, frutta, miele, cagliata, curcuma, polvere di riso, questo nelle cerimonie più complesse.
Lo abhiṣeka può inerire anche il rinnovo del tempio stesso, con la sua riparazione e restaurazione che intende così rinnovare la potenza della divinità lì custodita.
Lo abhiṣeka è spesso seguito dallo ārtī, consistente nella offerta della luce, quindi dalla vestizione e dall'adornamento delle mūrti.

## L'abhiṣekain ambito buddhista
In ambito buddhista il termine sanscrito abhiṣeka acquisisce un significato diverso, andando a indicare invece quelle cerimonie di consacrazione o di iniziazione.
Nella letteratura buddhista il termine viene così reso:
- in lingua pāli: abhiseka;
- in lingua cinese: 灌頂 ( guàndǐng), dove intende l'atto di "spruzzare dell'acqua sul capo";
- in lingua coreana: 관정 (kwanjŏng);
- in lingua giapponese: 灌頂 (kanjō);
- in lingua tibetana:  དབང་བསྐུར (dbang bskur).

Va tenuto presente infatti che il termine indicava originariamente la cerimonia di intronizzazione di un re hindū o l'investitura a principe ereditario. In tal senso come il re investe il suo erede spargendo con le mani sul suo capo dell'acqua profumata proveniente dai quattro mari, allo stesso modo i buddha incoronano, investono dell'autorità spirituale i bodhisattva, loro eredi del Dharma, quando questi pronunciano i sacri voti per raggiungere la buddhità.
Così nel Mahāvastu, opera redatta nell'ambiente dei Lokottaravāda, un ramo della scuola dei Mahāsāṃghika, l'ultima tappa del bodhisattva viene indicata abhiṣeka e non dharmameghabhūmi.
Il termine abhiṣeka è particolarmente presente nella letteratura del buddhismo tantrico come, ad esempio, nello Mahāvairocanābhisaṃbodhi, dove viene a indicare quella cerimonia di iniziazione dei discepoli che così "entrano nel maṇḍala", là dove apprendono i gesti (mudrā) e le formule (mantra) rituali.